# Pycnodallia dupla
Pycnodallia dupla är en svampart som beskrevs av Kohlm. & Volkm.-Kohlm. 2001. Pycnodallia dupla ingår i släktet Pycnodallia, divisionen sporsäcksvampar och riket svampar.   Inga underarter finns listade i Catalogue of Life.